# HMS Puckeridge (L108)
HMS Puckeridge (L08) là một tàu khu trục hộ tống lớp Hunt Kiểu II của Hải quân Hoàng gia Anh Quốc được hạ thủy năm 1940 và đưa ra phục vụ vào năm 1941. Nó đã hoạt động trong Chiến tranh Thế giới thứ hai cho đến khi bị ngư lôi phóng từ tàu ngầm U-boat U-617 đánh chìm ngoài khơi Gibraltar vào ngày 6 tháng 9, 1943.

## Thiết kế và chế tạo
Puckeridge được đặt hàng vào ngày 4 tháng 9, 1939 cho hãng J. Samuel White tại Cowes, Isle of Wight trong Chương trình Chiến tranh Khẩn cấp 1939 và được đặt lườn vào ngày 1 tháng 1, 1940. Nó được hạ thủy vào ngày 17 tháng 10, 1940 và hoàn tất vào ngày 30 tháng 7, 1941. Con tàu được cộng đồng dân cư Watford thuộc hạt Hertfordshire đỡ đầu trong khuôn khổ cuộc vận động gây quỹ Tuần lễ Tàu chiến năm 1942. Tên nó được đặt theo rừng săn cáo Puckeridge tại East Anglia, Hertfordshire, và là chiếc tàu chiến duy nhất của Hải quân Anh được đặt cái tên này.

## Lịch sử hoạt động

### 1941
Trong khi chạy thử máy, Puckeridge được phát hiện những khiếm khuyết trên ổ lăn gối trục chân vịt, và được sửa chữa trước khi chuyển đến Scapa Flow vào tháng 8, 1941, nơi nó gia nhập Hạm đội Nhà và tiếp tục được trang bị hoàn thiện. Đến tháng 9, nó được điều đến Portsmouth và gia nhập Chi hạm đội Khu trục 1. Con tàu đảm nhiệm việc tuần tra và hộ tống vận tải ven biển tại khu vực eo biển Manche.
Vào ngày 11 tháng 12, Puckeridge được cho tách ra để hoạt động cùng Hạm đội Nhà. Hai ngày sau, nó bị máy bay đối phương tấn công ngoài khơi bờ biển Pembrokeshire thuộc xứ Wales. Một quả bom đã ném trúng sàn sau con tàu, làm kích nổ hầm đạn pháo 4-inch phía sau, khiến 18 thủy thủ tử trận cùng 20 người khác bị thương. Con tàu bị hư hại nặng, bốc cháy và ngập nước phần đuôi tàu, bánh lái không hoạt động; tháp pháo Y bị văng xuống biển. Hoạt động kiểm soát hư hỏng đã dập tắt đám cháy và ngăn chặn ngập nước, và con tàu cố lết trở về Milford Haven, đổi hướng đi bằng cách thay đổi vòng quay chân vịt. Con tàu được kéo về và sửa chữa tại xưởng tàu Pembroke, công việc kéo dài cho đến tháng 6, 1942.

### 1942
Công việc sửa chữa Puckeridge hoàn tất vào ngày 10 tháng 7, 1942, khi nó tiến hành chạy thử máy sau sửa chữa, rồi lên đường đi Plymouth vào ngày 23 tháng 7, nơi nó được cải biến nâng cấp trong Xưởng tàu Plymouth. Con tàu gia nhập trở lại Hạm đội Nhà tại Scapa Flow vào tháng 8, và đến ngày 15 tháng 9 đã hộ tống cho các tàu chiến thuộc Hải đội Rải mìn 1 trong hoạt động rải mìn tại Bắc Hải về phía Nam quần đảo Faroe.
Vào ngày 5 tháng 10, Puckeridge được bố trí cùng các tàu khu trục Beagle (H30), Wrestler (D35), Bicester (L34), Zetland (L59) và tàu khu trục Hy Lạp Kanaris (L53) gia nhập Đoàn tàu WS23 tại Clyde, và cùng đoàn tàu di chuyển qua Khu vực Tiếp cận phía Tây để đi sang Bắc Phi; thành phần hộ tống cho đoàn tàu còn bao gồm các tàu tuần dương hạng nhẹ Despatch (D30) và Durban (D99) cùng tàu buôn tuần dương vũ trang Queen of Bermuda. Nó cùng Kanaris tách khỏi Đoàn tàu WS23 vào ngày 15 tháng 10 để di chuyển đến Freetown, rồi đến ngày 23 tháng 10 lại hộ tống cho hai tàu chở quân Bergensfjord và Leopoldville đi từ Freetown đến Gibraltar. Tại đây, nó được phối thuộc cùng Lực lượng Đặc nhiệm Trung tâm để chuẩn bị tham gia Chiến dịch Torch, cuộc đổ bộ của lực lượng Đồng Minh lên Bắc Phi.
Vào ngày 8 tháng 11, Puckeridge đi đến khu vực đổ bộ tại Oran, Algeria hỗ trợ cho cuộc đổ bộ. Đến ngày 13 tháng 11, nó tham gia tìm kiếm những người sống sót từ tàu khu trục Hà Lan HNLMS Isaac Sweers, vốn bị tàu ngầm U-boat U-431 đánh chìm về phía Tây Bắc Algiers. Sau khi chiến dịch kết thúc, con tàu được điều động về Đội khu trục 59 đặt căn cứ tại Gibraltar.

### 1943
Puckeridge đảm nhiệm vai trò tuần tra và hộ tống vận tải tại Gibraltar cho đến tháng 6, 1943, khi nó được huy động tham gia Chiến dịch Husky, cuộc đổ bộ của lực lượng Đồng Minh lên Sicily, Ý. Nó được phân về Lực lượng Hỗ trợ phía Đông, và vào ngày 5 tháng 7 đã khởi hành từ Cape Bon, Tunisia trong thành phần hộ tống cho Đoàn tàu KMS 18. Nó tách khỏi Đoàn tàu KMS18 vào ngày 8 tháng 7 để tiếp nhiên liệu, rồi gia nhập trở lại đoàn tàu sau khi hoàn tất. Đi đến ngoài khơi bãi đổ bộ Bark West vào ngày 10 tháng 7, con tàu đã bắn hải pháo hỗ trợ cho cuộc đổ bộ, và sau đó tuần tra ngăn ngừa mọi sự can thiệp của đối phương.
Vào ngày 8 tháng 8, Puckeridge hộ tống cho hai chiếc tàu biển chở hành khách Saturnia và Vulcania đi từ Gibraltar đến Malta. Đến ngày 6 tháng 9, đang khi làm nhiệm vụ tuần tra và hộ tống tại khu vực Tây Địa Trung Hải, nó trúng ngư lôi phóng từ tàu ngầm U-boat U-617 tại vị trí cách Europa Point, Gibraltar 40 mi (64 km) về phía Đông, ở tọa độ 36°06′B 04°44′T / 36,1°B 4,733°T. Hai quả ngư lôi đã đánh trúng phía sau tàu, kích nổ hầm đạn phía sau; con tàu bị đắm nhanh chóng chỉ trong vòng 8 phút. 66 người trong số thành viên thủy thủ đoàn đã thiệt mạng, và có 129 người sống sót.